# Nando Dixkontrol
Nando Dixkontrol, né Fernando Gallego en 1964 à Barcelone,  est un producteur et disc jockey espagnol. Il a été résident de clubs catalans renommés tels que Psicódromo, Ocho, Megatron ou encore Pont Aeri. Il est également fondateur de son propre label discographique, Dixland Records, et du magazine de musique électronique DJ1. 
Nando Dixkontrol est considéré comme l'un des fondateurs de la makina. 

## Biographie

### Carrière
Le pseudonyme Nando Dixkontrol est la contraction des mots espagnols disco (disque) et descontrol (perte de contrôle), il a en fait « additionné » les lettres une à une, le double s donnant le x et le double c donnant le k. Il fait ses débuts en tant que disc jockey dans la discothèque S'Cucs, le 9 juin 1983. À cette période, les DJs tournaient le dos à la piste de danse, et personne ne connaissait ni leur nom, ni leur visage. La performance de Dixkontrol, cependant, se démarquera, et l'artiste deviendra précurseur de l'expansion du genre appelé bakalao (et de son mouvement « la ruta del bakalao »), plus tard devenue la makina, dans les discothèques de Barcelone et dans des clubs tels que Psicódromo et Disco Ocho. Dixkontrol partage les plateaux de télévision avec Pasqual Maragall et Pep Guardiola, et a même sa propre émission sur la chaine TVE 2, intitulée Ponte las pilas. 
Le morceau Saddam Hussein (Nando Dixkontrol remix) de 1991 est considéré comme le premier morceau de makina, sorti dans la compilation Máquina Total 1. 
Entre 1994 et 1995, lui et son collègue de Disco Ocho, Ice Fran, réalisent deux vinyles intitulés The Universal Ocho Family et Back to Eight / Rock'N' Roll, respectivement. Avec Techno Bert, ils publient un CD intitulé Disco 8 CD au label Blanco y Negro. En 1996, il publie son premier vinyle solo makina intitulé Welcome to Cybertron au label Blanco y Negro.
Nando Dixkontrol est généralement salué par la presse spécialisée espagnole et catalane pour son innovation musicale et artistique, et pour avoir été le précurseur de la scène makina. Il inspire les futurs grands noms de la scène : Pastis & Buenri (David Pastilles et David Buenrollo à leurs débuts) ou encore DJ Skudero et Xavi Metralla,,,. En 2004, le gala des DJ Awards démarre avec la diffusion de la vidéo Made in Dixland: Searching Krypto réalisée par Nando Dixkontrol, qui sera, d'après la presse sur place, l'une des plus mémorables de la cérémonie.
En 2013, il annonce sa retraite en tant que DJ pour se rendre plus disponible pour sa famille.
En 2016, Fernando annonce son propre documentaire après trente ans de carrière, financé à hauteur de 11 000 €,. Un an plus tard, en 2017, après une décennie de travail selon ses dires, Fernando annonce la diffusion de Ciudadano Fernando Gallego: Baila o muere, qui traitera donc de son parcours et du mouvement makina, lors du festival In-Edit (Aribau Multicines, 22 heures). Le documentaire est réalisé par Álex Salgado et Jorge Rodríguez, en l'honneur des vingt ans d'existence du Psicódromo. En 2017, il réalise une vidéo aux côtés de DJ Pastis afin d'amorcer la cure de désintoxication de ce dernier. Le combat se révèlera payant et DJ Pastis atteint la sobriété la plus totale à la fin de l'année 2019.

### Arrestation
Le 22 octobre 2020, Nando Dixkontrol est arrêté en Catalogne en possession de 31 kilogrammes de sulfate d'amphétamine, plus connu sous le nom de speed. Des perquisitions à son domicile révèleront de grandes quantités de MDMA parfaitement classifiées et destinées au trafic. Nando Dixkontrol est suspecté d'être impliqué dans un trafic d'envergure internationale aux côtés de dix autres personnes. Lors de la perquisition chez le DJ, la police trouve 200 kg de pilules MDMA, 76 kg de sulfate d'amphétamine, 39,5 kg de cristal, 217 litres d'amphétamine liquide, 310 kg de haschich, 89 kg de marijuana, 2000 doses de LSD, et 1,65 kg de cocaïne rose. La police parle alors de la plus grande saisie de drogues synthétiques dans l'histoire de l'Espagne,,

## Discographie
- 1996 : Welcome to Cybertron (Blanco y Negro)
- 1996 : Music for the Children (Acceleration)
- 1998 : Addicts to Vinyl (Dixland Records)
- 1998 : Ballade Pour Adeline (Dixland Records)